# La Motte (Var)
Pour les articles homonymes, voir La Motte.
La Motte est une commune française située dans le département du Var, en région Provence-Alpes-Côte d'Azur.

## Géographie

### Localisation
Bordée par la rivière de l'Endre à l'est, La Motte est située à 4 km du Muy, 10 km au sud-est de Draguignan et à 19 km à l'ouest de Fréjus.

### Communes limitrophes
|  |                |  |
|  | La Motte (Var) |  |
|  |                |  |

### Hydrographie et les eaux souterraines
Cours d'eau sur la commune ou à son aval :
- rivière la Nartuby ;
- ruisseau du Golf ;
- vallon des Prouits ;
- vallat le Gros ;
- vallon du Rousset ;
- rivière l'Endre ;
- vallon de la Catalane ;
- vallon de la Doux ;
- vallon de la Péguière.

La Motte dispose de deux stations d'épuration :
- La Motte - hameau du Golf, d'une capacité de 1600 équivalent-habitants[4] ;
- La Motte - village[5].

### Géologie et relief
- Colline boisée de Peyblou[6].
- Colline du Rousset.

#### Risques naturels et technologiques
Huit risques majeurs potentiels ont été signalés par les services de l'État français

### Sismicité
Il existe trois zones de sismicités dans le Var : 
- zone 0 : risque négligeable. C'est le cas de bon nombre de communes du littoral varois, ainsi que d'une partie des communes du centre Var. Malgré tout, ces communes ne sont pas à l'abri d'un effet tsunami, lié à un séisme en mer ;
- zone Ia : risque très faible. Concerne essentiellement les communes comprises dans une bande allant de la montagne Sainte-Victoire, au massif de l'Esterel ;
- zone Ib : risque faible. Ce risque le plus élevé du département (qui n'est pas le plus haut de l'évaluation nationale), concerne 21 communes du nord du département.

La commune est en zone sismique de très faible risque "Ia".

### Voies de communications
La commune n'est pas desservie par l'autoroute mais elle est reliée directement par la D 1555 à l'A8 (échangeur no 36 au Muy situé à 4 km).

#### Transports en commun
- Transport en Provence-Alpes-Côte d'Azur

Commune desservie par le réseau régional de transports en commun Zou ! (ex Varlib). Les collectivités territoriales ont en effet mis en œuvre un « service de transports à la demande » (TAD), réseau régional Zou !.
- Les autobus de la ligne 13 des Transports en Dracénie relient la commune à Draguignan.

##### Lignes SNCF
- Lignes Express Régionales (LER).
- Les gares SNCF les plus proches sont :
  - La Gare des Arcs - Draguignan à 7,2 km,
  - La Gare de Fréjus-Saint-Raphaël à 28,5 km.

##### Aéroport en Provence-Alpes-Côte d'Azur
En particulier :
- Aéroport de Nice-Côte d'Azur à 77 km,
- Aéroport de Toulon-Hyères à 81 km.

##### Transport en Provence-Alpes-Côte d'Azur
- Ports en Provence-Alpes-Côte d'Azur :
  - Port Lympia (port de Nice)  à 81 km,
  - Rade de Toulon, 345 Quai Cronstadt  à 86 km.

## Toponymie
La Motte s'écrit La Mota en provençal classique et La Moutto selon la norme mistralienne.

## Histoire
La vie à La Motte s'est forgée au pied de la tour de l'Horloge, à partir de ces pierres de tuf avec lesquelles le vieux village a été construit.
À l'origine, de 1030 à 1039, le bourg figurait sous le nom de Motta-Lamberti, dans une charte des XIe et XIIe siècles.
Le prieuré de Motta (en provençal Moutto) fut cédé par le chapitre de Saint-Victor à l'abbé Le Blance, prieur de La Celle, en remerciement d'une autre cession.
Les terres de La Motte furent inféodées en 1201 à celles de Trans, en faveur des Villeneuve, et englobées dans les dépendances du marquisat érigé en 1505.
Un peu plus tard, la commune obtint son autonomie, et augmenta son territoire au lendemain de la Révolution française, par l'acquisition de la majeure partie des terres d'Esclans.
À la fin de la Seconde Guerre mondiale, le parachutage des troupes aéroportées du débarquement de Provence le 15 août 1944 à 2 h 30 du matin fit de La Motte le premier village libéré de Provence. L'état-major américain devait s'installer au hameau du Mitan.

## Politique et administration

### Liste des maires
| Période                                  | Période                   | Identité             | Étiquette | Qualité |
| ---------------------------------------- | ------------------------- | -------------------- | --------- | --- |
| Les données manquantes sont à compléter. |                           |                      |           | |
| mai 1925                                 | janvier 1942 (démission)  | André Bouis          |           | Viticulteur |
| 1944                                     | février 1956 (décès)      | André Bouis          | DVG       | Viticulteur Élu en 1945, réélu en 1947 et 1953 |
| Maire en 1956                            |                           | René Edouard Raynaud |           | |
| 1977                                     | mars 2008                 | Yves Rosé            | PS        | Ancien bâtonnier 3e vice-président de la CA dracénoise (? → 2008) |
| mars 2008                                | mars 2014                 | Sabine Vachald       | DVG       | Retraitée de l'enseignement |
| mars 2014                                | En cours (au 18 mai 2020) | Valérie Marcy        | DVG       | Cadre du secteur privé 7e vice-présidente de la CA dracénoise (2014 → 2020) 4e vice-présidente de Dracénie Provence Verdon agglomération (2020 → ) Réélue pour le mandat 2020-2026 |

## Population et société

### Démographie
L'évolution du nombre d'habitants est connue à travers les recensements de la population effectués dans la commune depuis 1793. Pour les communes de moins de 10 000 habitants, une enquête de recensement portant sur toute la population est réalisée tous les cinq ans, les populations de référence des années intermédiaires étant quant à elles estimées par interpolation ou extrapolation. Pour la commune, le premier recensement exhaustif entrant dans le cadre du nouveau dispositif a été réalisé en 2006.

En 2022, la commune comptait 3 050 habitants, en évolution de +6,09 % par rapport à 2016 (Var : +4,98 %, France hors Mayotte : +2,11 %).
| 1793 | 1800 | 1806 | 1821 | 1831 | 1836 | 1841 | 1846 | 1851 |
| ---- | ---- | ---- | ---- | ---- | ---- | ---- | ---- | ---- |
| 670  | 664  | 709  | 751  | 853  | 810  | 887  | 851  | 811  |

| 1856 | 1861 | 1866 | 1872 | 1876 | 1881 | 1886 | 1891 | 1896 |
| ---- | ---- | ---- | ---- | ---- | ---- | ---- | ---- | ---- |
| 832  | 875  | 906  | 883  | 916  | 833  | 794  | 710  | 704  |

| 1901 | 1906 | 1911 | 1921 | 1926 | 1931 | 1936 | 1946 | 1954 |
| ---- | ---- | ---- | ---- | ---- | ---- | ---- | ---- | ---- |
| 713  | 687  | 657  | 629  | 665  | 666  | 605  | 629  | 623  |

| 1962 | 1968 | 1975  | 1982  | 1990  | 1999  | 2006  | 2011  | 2016  |
| ---- | ---- | ----- | ----- | ----- | ----- | ----- | ----- | ----- |
| 676  | 818  | 1 007 | 1 557 | 1 993 | 2 345 | 2 772 | 2 948 | 2 875 |

| 2021  | 2022  | - | - | - | - | - | - | - |
| ----- | ----- | - | - | - | - | - | - | - |
| 2 968 | 3 050 | - | - | - | - | - | - | - |

### Santé
Professionnels et établissements de santé :
- Médecins à La Motte, Trans-en-Provence, Le Muy,
- Pharmacies à La Motte, Draguignan, Trans-en-Provence,
- L'hôpital le plus proche est le Centre hospitalier de la Dracénie et se trouve à Draguignan, à 11 km[19],[20]. Il dispose d'équipes médicales dans la plupart des disciplines[21] : pôles médico-technique ; santé mentale ; cancérologie ; gériatrie ; femme-mère-enfant ; médecine-urgences ; interventionnel.
- Centre hospitalier intercommunal Fréjus-Saint-Raphaël[22].
- Pôle de santé du golfe de Saint-Tropez.
- Centre hospitalier intercommunal Toulon-La Seyne-sur-Mer.

### Enseignement
La Motte a une structure scolaire comprenant :
- une crèche (Les Raz'Motte),
- une école maternelle et une école élémentaire,
- collèges à Le Muy et Draguignan,
- lycées à Le Muy et Draguignan.

### Cultes
- Culte catholique, Paroisse de La Motte[24], Diocèse de Fréjus-Toulon.
- Confession Musulmane[25].

### Animations-activités
Un réseau de 31 associations aux multiples activités, culturelles et sportives animent la commune.

### Intercommunalité
La Motte fait partie de la communauté de Dracénie Provence Verdon agglomération (ex-communauté d'agglomération Dracénoise) qui regroupe vingt-trois communes du département du Var, dont Draguignan de 110 019 habitants en 2019, créée le 31 octobre 2000. Les 23 communes composant la communauté d'agglomération en 2017 sont (par ordre alphabétique) :
- Communes fondatrices
  - Draguignan ; Châteaudouble ; Figanières ; La Motte ; Les Arcs ; Lorgues ; Taradeau ; Trans-en-Provence.
- Communes ayant adhéré ultérieurement
  - Ampus ; Bargemon ; Bargème ; Callas ; Claviers ; Comps-sur-Artuby ;  Flayosc ; La Bastide ; La Roque-Esclapon ; Le Muy ; Montferrat ; Saint-Antonin-du-Var ; Salernes ; Sillans-la-Cascade ; Vidauban.

### Climat
Pour des articles plus généraux, voir Climat de Provence-Alpes-Côte d'Azur et Climat du Var.
En 2010, le climat de la commune est de type climat méditerranéen franc, selon une étude du Centre national de la recherche scientifique s'appuyant sur une série de données couvrant la période 1971-2000. En 2020, Météo-France publie une typologie des climats de la France métropolitaine dans laquelle la commune est exposée à un climat méditerranéen et est dans la région climatique  Var, Alpes-Maritimes, caractérisée par une pluviométrie abondante en automne et en hiver (250 à 300 mm en automne), un très bon ensoleillement en été (fraction d’insolation > 75 %), un hiver doux (8 °C) et peu de brouillards. 
Pour la période 1971-2000, la température annuelle moyenne est de 14,8 °C, avec une amplitude thermique annuelle de 16,1 °C. Le cumul annuel moyen de précipitations est de 916 mm, avec 6,5 jours de précipitations en janvier et 1,9 jours en juillet. Pour la période 1991-2020, la température moyenne annuelle observée sur la station météorologique de Météo-France la plus proche, « Les Arcs_sapc », sur la commune des Arcs à 6 km à vol d'oiseau, est de 15,5 °C et le cumul annuel moyen de précipitations est de 803,1 mm. 
La température maximale relevée sur cette station est de 41,3 °C, atteinte le 27 juin 2019 ; la température minimale est de −8,7 °C, atteinte le 13 février 1999,,. 
Les paramètres climatiques de la commune ont été estimés pour le milieu du siècle (2041-2070) selon différents scénarios d'émission de gaz à effet de serre à partir des nouvelles projections climatiques de référence DRIAS-2020. Ils sont consultables sur un site dédié publié par Météo-France en novembre 2022.

## Urbanisme

### Typologie
Au 1er janvier 2024, La Motte est catégorisée ceinture urbaine, selon la nouvelle grille communale de densité à sept niveaux définie par l'Insee en 2022.
Elle appartient à l'unité urbaine de Draguignan, une agglomération intra-départementale regroupant six  communes, dont elle est une commune de la banlieue,,. Par ailleurs la commune fait partie de l'aire d'attraction de Draguignan, dont elle est une commune de la couronne,. Cette aire, qui regroupe 11 communes, est catégorisée dans les aires de 50 000 à moins de 200 000 habitants,.

### Occupation des sols
L'occupation des sols de la commune, telle qu'elle ressort de la base de données européenne d’occupation biophysique des sols Corine Land Cover (CLC), est marquée par l'importance des forêts et milieux semi-naturels (50,9 % en 2018), en diminution par rapport à 1990 (57 %). La répartition détaillée en 2018 est la suivante : 
forêts (37,6 %), cultures permanentes (30,5 %), milieux à végétation arbustive et/ou herbacée (13,3 %), zones urbanisées (8 %), zones agricoles hétérogènes (5 %), espaces verts artificialisés, non agricoles (3,1 %), zones industrielles ou commerciales et réseaux de communication (1,5 %), mines, décharges et chantiers (1 %). L'évolution de l’occupation des sols de la commune et de ses infrastructures peut être observée sur les différentes représentations cartographiques du territoire : la carte de Cassini (XVIIIe siècle), la carte d'état-major (1820-1866) et les cartes ou photos aériennes de l'IGN pour la période actuelle (1950 à aujourd'hui).

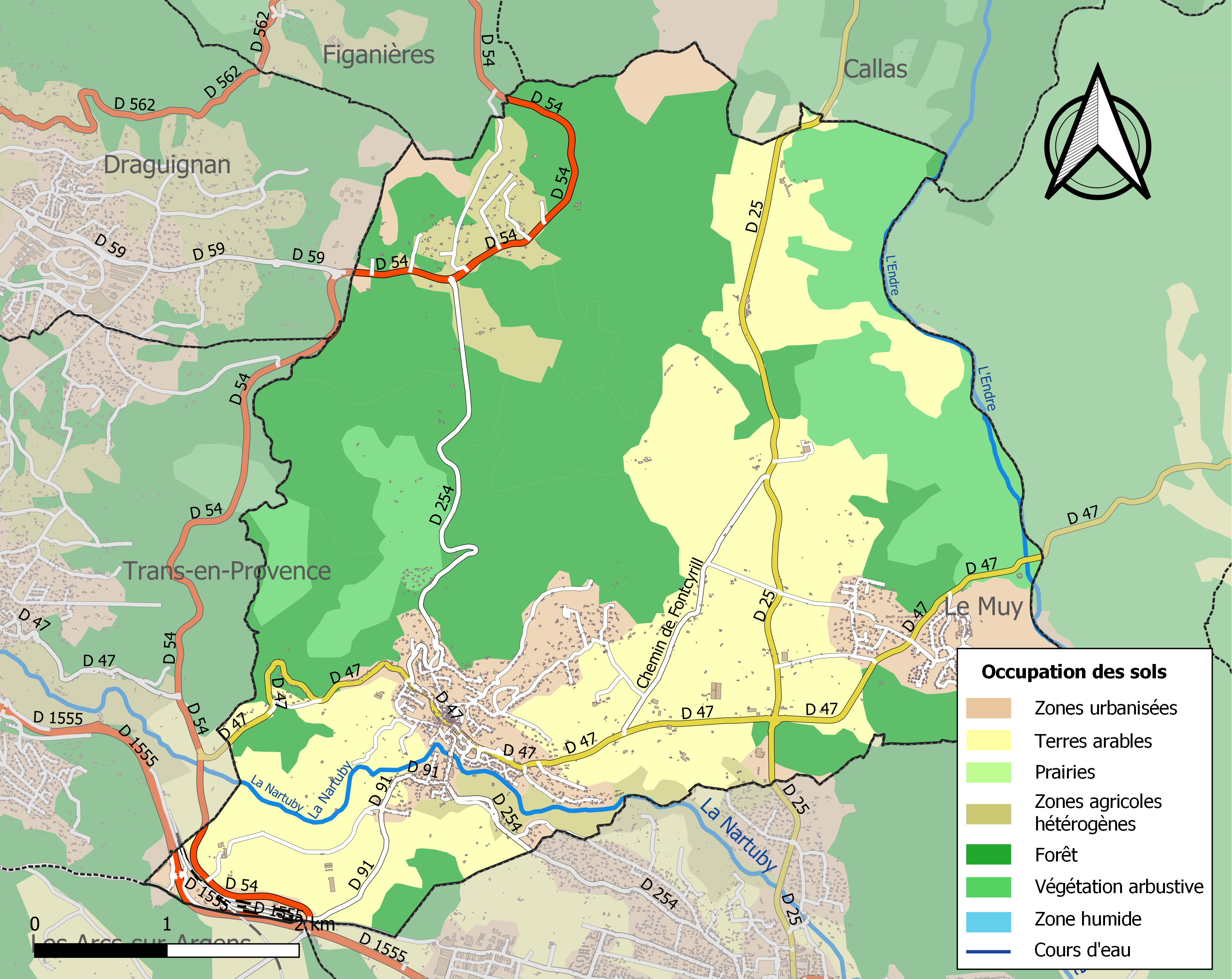
Carte des infrastructures et de l'occupation des sols de la commune en 2018 (CLC).

## Économie

### Entreprises et commerces

#### Agriculture
La plaine de La Motte a su sauvegarder sa vocation agricole et viticole et une importante cave coopérative.
La Motte s'est affirmé au fil du temps comme le « village vigneron » de la Dracénie (pays Dracénois). Au travers d'un projet économique d'envergure qui mobilise tous les acteurs touristiques et viticoles du village, un partenariat actif a été établi.

#### Tourisme
- Les domaines de Saint Endréol, ses résidences de tourisme haut de gamme et son golf[45].
- Gîtes de France[46].

#### Commerces et services
- Commerces de proximité[47].
- Services divers : artisans, entreprises[48].

### Budget et fiscalité 2021
En 2021, le budget de la commune était constitué ainsi :
- total des produits de fonctionnement : 3 681 000 €, soit 1 276 € par habitant ;
- total des charges de fonctionnement : 3 350 000 €, soit 1 161 € par habitant ;
- total des ressources d’investissement : 1 291 000 €, soit 448 € par habitant ;
- total des emplois d’investissement : 938 000 €, soit 325 € par habitant.
- endettement : 3 896 000 €, soit 1 351 € par habitant.

Avec les taux de fiscalité suivants :
- taxe d’habitation : 13,31 % ;
- taxe foncière sur les propriétés bâties : 31,72 % ;
- taxe foncière sur les propriétés non bâties : 75,31 % ;
- taxe additionnelle à la taxe foncière sur les propriétés non bâties : 0 % ;
- cotisation foncière des entreprises : 0 %.

Chiffres clés Revenus et pauvreté des ménages en 2020 : Médiane en 2020 du revenu disponible, par unité de consommation : 2 313 €.

## Culture locale et patrimoine

### Lieux et monuments

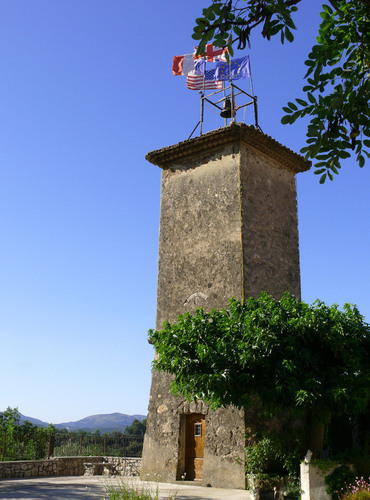
Tour horloge.
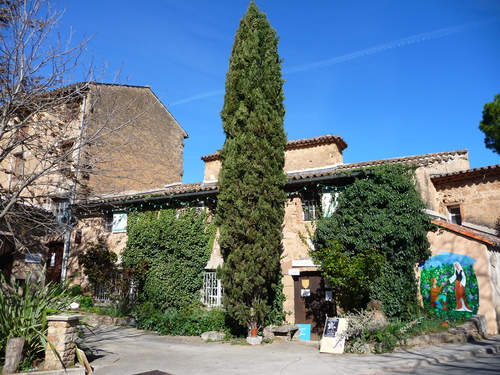
Le moulin communal.
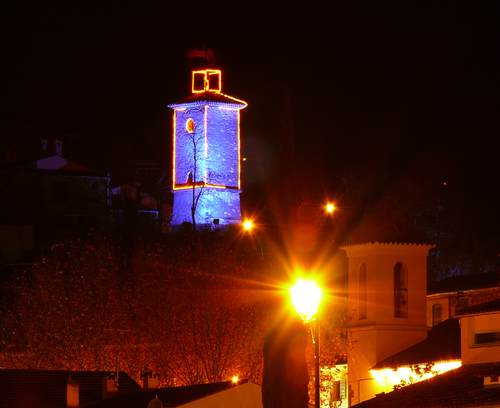
Illuminations.
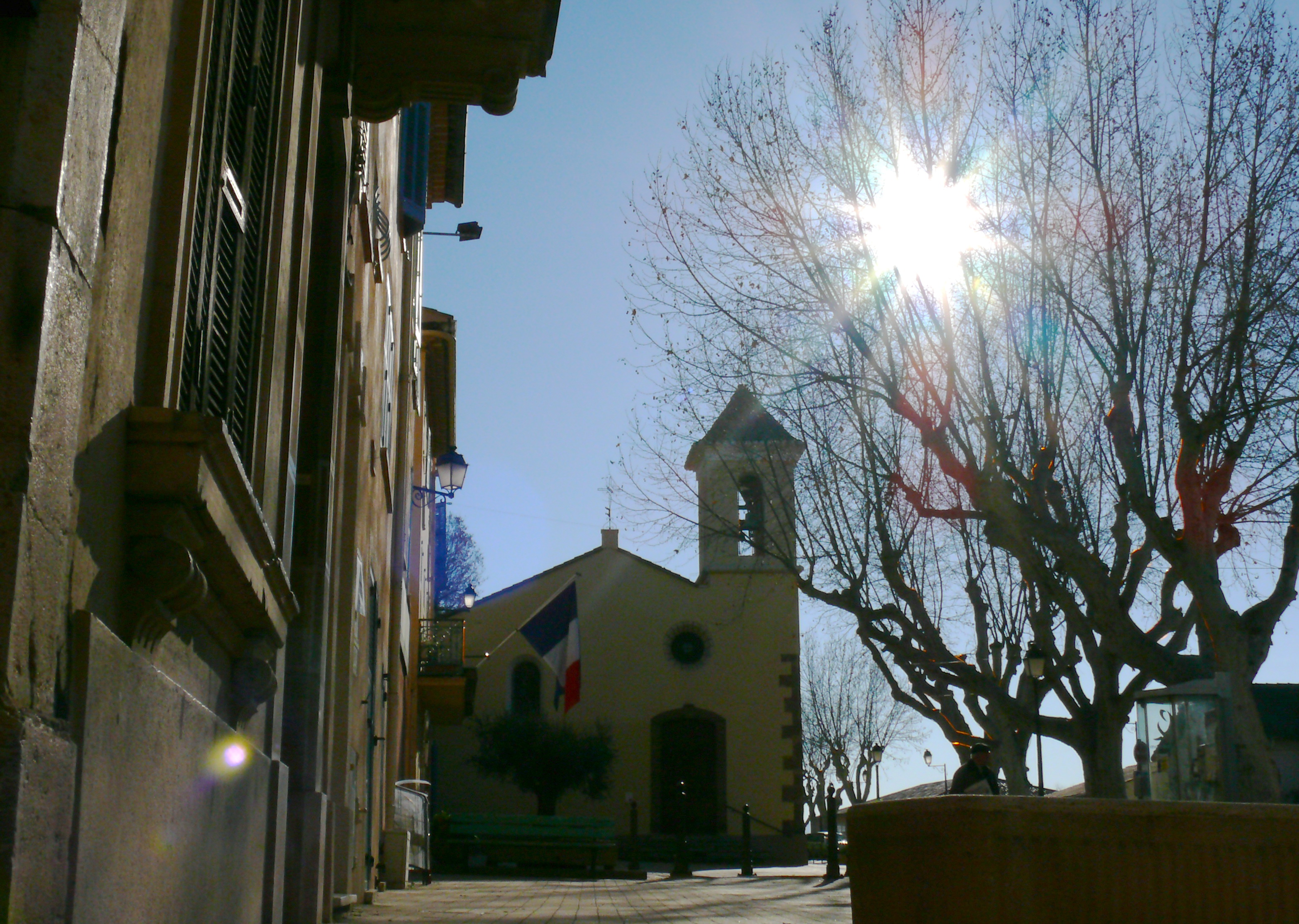
L'église Saint-Victor.

- L'église Saint-Victor : à l'origine au XIe siècle fut bâti un prieuré dédié à saint Victor en raison de son rattachement à la grande abbaye de Marseille. Une statue en bois, début XIXe siècle, de ce saint se trouve dans la grande niche située à droite dans la nef principale. Cette partie la plus ancienne de l'église est constituée par la nef latérale diminuée de l'agrandissement de vingt pans.

Cet agrandissement décidé en 1777 et achevé en 1787 comportait l'élargissement à la nef principale avec avancement de l'édifice de vingt pans. Il fut ainsi créé dans la muraille de la première nef des ouvertures avec construction des piliers. Une grande entrée était réalisée dans la nef principale avec une porte en noyer doublée de bois de pin.
Un deuxième agrandissement fut réalisé en 1872 avec la réalisation du chœur et de la sacristie. Des travaux de consolidation de la toiture et de la voûte sont réalisés en 1978 (Ent. Sordello) et la restauration intérieure est effectuée en 1988 par René Fauret.
Sous l'impulsion du père Lahal, les vitraux sont offerts par la communauté à partir de 1987.
Dans la nef latérale se trouve l'autel de saint Quinis avec retable en bois doré du XVIIe siècle et toile, restauré par la commune et, à l'extrémité de la nef, aux fonts baptismaux se trouve une peinture du baptême du Christ (XIXe siècle).
Dans la nef principale se trouve, sous le chœur, une toile de Feraud (XVIIIe siècle) et un autel majeur en marbre (fin XIXe siècle) et dans la niche au milieu de la nef se trouve un buste reliquaire de saint Faustin (XVIIIe siècle), une statue bois doré de saint Romain (début XIXe siècle) ainsi qu'une statue bois de saint Victor (début XIXe siècle).
Le clocher, réalisé en même temps que l'agrandissement de 1787, comporte deux cloches : l'une porte les inscriptions : « is du lieu de La Moutte 1674 », et l'autre porte la date de 1831 et « conserva me domine quoniam speravi anno salutis 1831 sit nomen domini benedictum » Baudoin – fondeur à Marseille.
- Chapelles[55] :

Chapelle Saint-Jean-Bosco dite aussi chapelle Dom Bosco (la Cas),
Chapelle Saint-Michel (les Demoiselles).
- Le monument aux morts[56],[57].
- Mémorial de la division aéroportée "Rubby Force"[58].

### Lieux touristiques

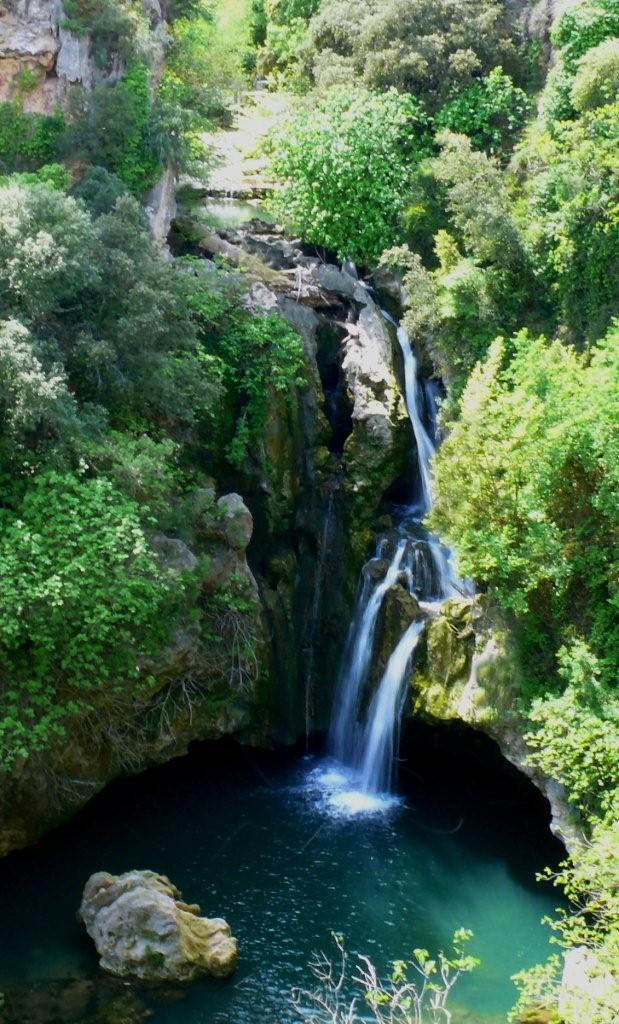
Le saut du Capelan.

- Le Musée de l'Histoire et des traditions mottoises, installé depuis 2001 dans un ancien moulin à huile communal et qui abrite des œuvres de Robert Pizay, sculpteur sur bois, imagier, artiste poète, œuvres devenues patrimoine communal en 2008[59].
- Le parc du château d'Esclans[60],[61],[62].
- Le parc du château de Valbourgès[63],[64].
- Le Saut du Capelan : la rivière de la Nartuby traverse toute la Dracénie. Au lieudit du Saut du Capelan (le curé), elle tombe en une cascade de 22 mètres de haut.

On y accède par une promenade le long d’un chemin de campagne bordé de vignes et de vergers.

### Personnalités liées à la commune
- Robert Pizay, sculpteur, imagier, poète[66].

### Héraldique
| Blason | Blasonnement : Coupé : au premier d'argent au loup passant d'azur, au second de gueules au pal d'or Commentaires : Site amorialdefrance. |